# 湧川王子
湧川王子（わくがわおうじ、生没年不詳）は、『中山世鑑』や『中山世譜』などの琉球王国の歴史書に登場する王族である。
英祖王統初代・英祖王の次男と伝わる。

## 略伝
舜天王統二世・舜馬順煕の子に義本王と今帰仁世の主がいたが、今帰仁世の主の二世（不詳）の養子となり、北山世主・今帰仁城主の座に就いたと伝わる。
湧川王子は中北山中興の祖と考えられており、北山の各按司と縁戚関係を結んだ。この時代の名護按司、羽地按司、国頭按司などの仲昔諸按司はその係累一族であった。

### 子孫
湧川王子の子孫は代々今帰仁按司を継いだ。湧川王子の孫の（一説には子の）北山世主今帰仁按司は、志慶真乙樽（しげまおとだる、シヂマウトゥダル）を側室とし、丘春（幼名千代松）をもうける。グスクの繁栄と乙樽の美しさを称えた次の琉歌が伝わる。
伝承の一つとして、世主が薨去した後に乙樽が千代松を産み、世継ぎ祝いの日に次の本部大主の反乱があり、乙樽は幼い千代松を抱えて逃げ延びたともある。
なお、名護城主名護按司の祖はこの丘春の実弟と伝わり、羽地・国頭按司らもその兄弟と伝わる。

#### 本部大主の乱
子孫は代々今帰仁按司を継いだ。湧川王子の孫の北山世主今帰仁按司の代に、家臣の本部大主（もとぶうふす）が反乱を起こし、仲昔今帰仁按司丘春（幼名千代松）は泊城（とまりぐすく、とぅまいぐしく、読谷村渡具知）まで落ち延びた。18年ほど後に本部大主を討ち今帰仁城主の座に戻ったと言う。

#### 怕尼芝の変
しかし、丘春と家族は、湧川王子の孫の湧川按司二世の子怕尼芝に再び討たれ、丘春の子・今帰仁仲宗根若按司が落命、一族は再び中頭や大宜味に離散する事となる。丘春の直系に大宜味按司や護佐丸がいたと伝わる。
その後、怕尼芝は北山王国初代王となった。

## 系譜
「中北山系図」による
- 父：英祖（英祖王統初代国王）
- 母：不詳
- 妃：不詳[6]
- 兄弟：大成（英祖王統二代目国王）
- 兄弟：北谷王子
- 子：湧川按司（長子、今帰仁城主、北山王（北山世主））
  - 孫：今帰仁按司（長子、今帰仁城主、北山王（北山世主））
    - 曽孫：仲昔今帰仁按司（今帰仁城主、丘春、幼名千代松[3]）
      - 玄孫：今帰仁仲宗根若按司（今帰仁城主、怕尼芝との戦いの末に戦死） - 伝護佐丸の曽祖父
        - 来孫：今帰仁王子（後の伊覇按司一世）

      - 玄孫：天願按司[7]
      - 玄孫：大宜味按司
        - 来孫：大宜味若按司

      - 玄孫：玉城按司
      - 玄孫：大里按司

    - 曽孫：名護按司
    - 曽孫：羽地按司
    - 曽孫：國頭按司
    - 曽孫：大里按司[8]
    - 曽孫：大川按司
    - 曽孫：津喜武田按司

  - 孫：湧川按司二世（次男）
    - 曽孫：怕尼芝（羽地按司、初代後北山王）
      - 玄孫：珉（2代目 後北山王）
        - 来孫：攀安知（3代目 後北山王）

### 今帰仁王子
「中北山系図」によれば、今帰仁仲宗根若按司の子、今帰仁王子が後の伊覇按司一世とするが、「古琉球三山由来記集」では今帰仁王子（今帰仁子）以下の系譜につき、以下のように異同がある。（以下、仍孫より下を略する）
- 父：今帰仁仲宗根若按司
- 母：不詳
- 妃：不詳
- 兄弟：（上記）
- 子：仲昔今帰仁大主
  - 孫：今帰仁大主
  - 孫：湧川按司
  - 孫：知念按司
    - 曽孫：今帰仁子
    - 曽孫：古宇利子
    - 曽孫：野波子
    - 曽孫：仲尾次子
    - 曽孫：屋部子
    - 曽孫：宮里子

  - 孫：津記式多按司
  - 孫：安谷屋按司
  - 孫：大宜味按司
  - 孫：天願按司
  - 孫：外間子
- 子：高嶺按司
- 子：大湾按司
  - 孫：大湾若按司
  - 孫：大湾按司
- 子：玉城按司
- 子：山田按司
  - 孫：山田按司
    - 曽孫：伊寿留按司
    - 曽孫：中城按司護佐丸
    - 曽孫：山田按司
- 子：瀬長按司
- 子：伊覇按司
  - 孫：伊覇按司
    - 曽孫：伊覇按司
      - 玄孫：伊覇世主
        - 来孫：伊覇按司
          - 昆孫：伊覇主

        - 来孫：伊覇掟親雲上

    - 曽孫：津記式多按司

  - 孫：越来按司
  - 孫：今恵祖按司
  - 孫：安慶名大川按司
    - 曽孫：安慶名大川按司
      - 玄孫：大川按司
      - 玄孫：高根按司
      - 玄孫：具志川按司
      - 玄孫：久志若按司

    - 曽孫：屋良大川按司
      - 玄孫：屋良大川按司
      - 玄孫：砂長按司

    - 曽孫：天願按司
      - 玄孫：天願按司

    - 曽孫：喜屋武按司
      - 玄孫：喜屋武子
        - 来孫：栄野比大屋子
          - 昆孫：夏居数（越来賢雄、鬼大城）
          - 昆孫：夏居忠（大城賢休）
          - 昆孫：夏居亀（大城賢膺）

        - 来孫：知花主
        - 来孫：喜屋武子

      - 玄孫：屋比久子

  - 孫：玉城世主
  - 孫：大湾按司
  - 孫：勝連城主
    - 曽孫：濱川按司（勝連城主）
      - 玄孫：濱川按司（勝連城主）
        - 来孫：勝連若按司
          - 昆孫：勝連子

      - 玄孫：真壁按司
      - 玄孫：富蔵按司
      - 玄孫：高花按司
      - 玄孫：勝連子
        - 来孫：勝連子
          - 昆孫：勝連仁屋
          - 昆孫：上地大屋子
          - 昆孫：内間仁屋

      - 玄孫：八重瀬按司

    - 曽孫：西原主
    - 曽孫：南風原主
    - 曽孫：平敷屋主
      - 玄孫：平敷屋主
      - 玄孫：平安名主
        - 来孫：小舎波大屋子
          - 昆孫：小舎波仁屋

        - 来孫：平安名子
          - 昆孫：平安名仁屋

      - 玄孫：平敷屋仁屋
        - 来孫：名安呉大屋子
          - 昆孫：平安名仁屋

    - 曽孫：平安名主
      - 玄孫：安勢理主
        - 来孫：安勢理子
        - 来孫：名安呉大屋子

      - 玄孫：平安名主
        - 来孫：平安名仁屋
        - 来孫：平安名子

      - 玄孫：平安名子
        - 来孫：濱大屋子
        - 来孫：平安名仁屋
        - 来孫：西原主
        - 来孫：他無後親雲上

    - 曽孫：名安呉主
      - 玄孫：饒辺主
      - 玄孫：名安呉仁屋
        - 来孫：濱大屋子
          - 昆孫：濱仁屋
          - 昆孫：名安呉大屋子

      - 玄孫：名安呉子
        - 来孫：濱大屋子
          - 昆孫：池味大屋子
          - 昆孫：濱崎仁屋

    - 曽孫：屋慶名主

  - 孫：山田按司
  - 孫：幸地按司
  - 孫：大里按司
  - 孫：中城世主

### 大宜味按司
英祖の子孫と伝わる。根謝銘城（現在の沖縄県国頭郡大宜味村謝名城）を居城としたと伝わる（『大宜味村史』）。仲昔今帰仁按司丘春の子。
- 父：仲昔今帰仁按司（今帰仁城主、丘春）
- 母：不詳
- 妃：不詳
- 兄弟：今帰仁仲宗根若按司
- 子：大宜味若按司
  - 孫：大宜味按司（根謝銘城城主、伊覇按司の養子となる）
    - 曽孫：大宜味世主
      - 玄孫：大宜味掟親雲上
        - 来孫：大宜味子

## 史跡
- 「仲昔今帰仁按司祖先之墓」（沖縄県中頭郡嘉手納町水釜）